# Карты, деньги, два ствола
«Ка́рты, де́ньги, два ствола́» (англ. Lock, Stock and Two Smoking Barrels — «Карты, деньги и два дымящихся ствола») — британо-американская чёрная комедия 1998 года.
Первый полнометражный фильм Гая Ричи, до этого работавшего режиссёром видеоклипов. Критики восприняли фильм неоднозначно, многие объявили его вторичным, подражанием «Криминальному чтиву» Квентина Тарантино, но зрители оценили ленту: в мировом прокате фильм собрал 25 миллионов долларов, что для Великобритании является серьёзным успехом. Фильм получил 12 крупных международных и внутренних наград.

## Английское название фильма
Оригинальное название «Lock, Stock and Two Smoking Barrels» является игрой слов, поскольку в основе содержит старую английскую идиому «lock, stock and barrel» (замок, приклад и ствол), соответствующую русскому «всё и сразу». Та же идиома обыгрывается в фильме в реплике Барри «Lock, stock, the fucking lot». Другая идиома, отражённая в названии фильма — «smoking gun» (дымящийся ствол), что в переводе с английского означает «неопровержимое доказательство», «явная улика», «палево» (сленг).

## Сюжет
Четверо более или менее авантюрно настроенных лондонских друзей — Эдди, «Толстый» Том, «Мыло» и «Бекон» — хотят заработать в карточной игре, но попадают в беду: из-за подлого обмана серьёзного бандита Гарри «Топора» Лонсдейла, они, вместо ожидаемого выигрыша, теперь должны ему пятьсот тысяч фунтов, которые необходимо вернуть в течение недели.
В то же время Гарри, коллекционирующий огнестрельное оружие, обнаруживает в аукционном каталоге два ценных старинных ружья и поручает своей правой руке — внушающему страх бандиту Барри «Крестителю» — выкрасть их у владельца до торгов. Для этого Барри нанимает двух недалёких мелких преступников, Гэри и Дина, которым не без неприятностей, но всё же удаётся выполнить «задание». Однако обстоятельства складываются так, что ещё до передачи награбленного Крестителю воришки по глупому незнанию дёшево сбывают нужные ружья богатому, хотя и трусоватому скупщику краденого Нику «Греку», который тоже в силу своей неосведомлённости не понимает, насколько ценный антиквариат к нему попал.
Случай и тонкие стены дают деморализованному Эдди возможность подслушать, что Дог — главарь живущей по соседству небольшой, но жестокой банды, собирается по наводке сообщника ограбить одну якобы работающую без «крыши» местную компанию «ботаников», выручающих огромные деньги за подпольно выращиваемую ими марихуану. Эдди решает с помощью друзей устроить соседям собственное ограбление, а привлечённый Томом в качестве посредника Ник Грек договаривается о сбыте «травы» с неким Рори «Ломщиком» — слегка карикатурным и неврастеничным, но крайне опасным главой банды лондонских чернокожих. Заодно Толстый покупает у Ника те самые ружья, которые друзья за неимением лучшего всё-таки решают пустить в дело, уповая на эффект устрашения. Попутно Барри «Креститель» производит такой же эффект на Гэри и Дина, не найдя ружей среди представленного ему награбленного, и ультимативно требуя от непутёвых взломщиков всё исправить.
Банда Дога отправляется на дело. Вопреки ожиданиям, не обходится без проблем и потерь, но всё же в итоге главарь и уцелевшие сообщники увозят из разгромленной лаборатории массу наличных и марихуаны, чтобы по прибытии в логово тут же попасть в руки притаившейся четвёрки — парни скручивают захваченных врасплох бандитов и завладевают их добычей. Небеспричинно оставив всё у Эдди, квартет авантюристов отправляется отмечать успех — даже за вычетом долга и без учёта грядущей выручки за «травку» приключение сулит каждому впечатляющую «сдачу». Однако во время их отсутствия нелепая случайность помогает мечущему гром и молнии Догу найти награбленное, и вот теперь уже его люди сидят у Эдди в ответной засаде.
Как выясняется, пресловутые «ботаники» работали на Рори. Чувствуя себя подставленным, разгневанный Ломщик получает от перепуганного Ника Грека объяснения, и взяв с собой старшего «ботаника» Уинстона, вламывается со своими бандитами в квартиру Эдди. Начинается перестрелка с бандой Дога, в которой погибают все, кроме Уинстона, которому посчастливилось увезти «сдачу» и марихуану, и самого Дога, попытавшегося сбежать с ценными ружьями и с сумкой денег, приготовленной Эдди для расчёта с Гарри, и тут же лишившегося их после нокаута на улице от ещё одного подручного Лонсдейла — Большого Криса, хладнокровного громилы и заботливого папаши, которого прислали напомнить Эдди о долге. Невозмутимо забрав сумку и оружие, Крис вместе с любимым сыном, «Маленьким» Крисом, увозит их к Гарри.
Эдди и друзья, обнаружив дома разрушительные итоги кровавого побоища, вынуждены, отойдя от шока, позвонить Гарри, ибо роковой день расплаты наступил. Тем удивительнее для Эдди услышать от Топора, что дело с долгом улажено, хотя и требуется прибыть на место для разъяснения вопросов о ружьях. Однако ещё до приезда Эдди и друзей в офис Лонсдейла с пистолетами наголо успевают вломиться Гэри и Дин: разузнав от Грека, кто купил ружья, они сначала безучастно наблюдали за событиями у квартиры Эдди, а потом проследовали за Крисом до незнакомого им офиса, где он оставил ружья. Не подозревая, кто там хозяин, изнервничавшиеся воришки расценивают ситуацию как последний шанс заполучить вожделенные «стволы» и в отчаянии решаются на вторжение в контору, которое стремительно заканчивается гибелью как самих жуликов, так и Топора с Крестителем.
Также выследивший машину Криса оклемавшийся и разъярённый Дог берёт в заложники остававшегося в ней Маленького Криса, вынуждая по возвращении сохраняющего уравновешенность отца ехать всем вместе обратно к Лонсдейлу, куда уже зашли Эдди и Том. Испытав повторное душевное смятение при виде нового скопища трупов, Толстый решает осторожно забрать пресловутые ружья, а Эдди уносит деньги к друзьям в машину, в которую тут же врезается автомобиль Криса: Дог отключается, и Большой Крис, быстро придя в себя после задуманной аварии, вопреки обыкновению даёт волю гневу и жестоко расправляется с противником. Забрав с собой очнувшегося сына, он извинительно заглядывает в протараненную машину к потерявшим сознание Эдди, Мылу и Бекону, где видит знакомую сумку, наполненную банкнотами. С возмущением унеся её обратно в контору, он попадает под прицел Толстому. Впрочем, в итоге никто не теряет лица: безмолвный блеф двух незаряжённых «стволов» позволяет Тому уйти с ружьями, а Крису — с деньгами, которыми он решает финансово обеспечить себя и сына в качестве компенсации за утерю «работодателя».
Эдди приходится давать показания, но за неимением доказательств его отпускают. Единственной уликой остаются ружья, и Эдди, Мыло и Бекон с досадой узнают, что Толстый оставил их у себя, рассчитывая продать обратно Нику Греку. Пока спроваженный Том заезжает на ближайший мост, неохотно решив утопить ружья в Темзе, перед оставшимися появляется Большой Крис, со снисходительным, но веским предостережением возвращая им сумку, где они находят лишь тот самый аукционный каталог. Открыв для себя наконец примерную стоимость знакомых двустволок — 250—300 тыс. фунтов стерлингов — все наперебой звонят Толстому, а он к тому времени почти успевает исправить первую неудачную попытку замести следы, дотянувшись через перила до упавшего было на приступку моста мешка с ружьями. Здесь у него и начинает звонить мобильник, который он, дабы не обронить, зажал во рту: Том застывает над водой в нелепой позе, что и становится открытым финалом фильма.

## В ролях
- Ник Моран — Эдди
- Джейсон Флеминг —  «Толстый» Том
- Джейсон Стейтем — «Бекон»
- Декстер Флетчер — «Мыло»
- Винни Джонс — «Большой Крис»
- Ленни МакЛин — Барри «Креститель»
- Патрик Х. Мориарти — Гарри «Топор» Лонсдейл
- Питер МакНиколл — «Маленький Крис»
- Стивен Макинтош — Уинстон
- Стивен Маркус — Ник «Грек»
- Фрэнк Харпер[англ.] — Дог
- Вас Блэквуд[англ.] — Рори «Ломщик»
- Николас Роу — Джей
- Ник Марк — Чарльз
- Чарльз Форбс — Вилли
- Стив Суини — Планк
- Хагги Ливер[англ.] — Пол
- Тони МакМэхон — Джон
- Джейк Абрахам[англ.] — Дин
- Виктор МакГуайр[англ.] — Гэри
- Алан Форд — Алан/рассказчик
- Сьюзи Рэтнер — Глория
- Стинг — Джей Ди (хозяин бара, отец Эдди)

## Съёмочная группа
- Режиссёр: Гай Ричи
- Автор сценария: Гай Ричи
- Продюсер: Мэттью Вон
- Композиторы: Дэвид А. Хьюс, Джон Мёрфи
- Оператор: Тим Морис-Джонс
- Художники: Иэйн Эндрюс, Ив Мавракис
- Монтаж: Нивен Хауи
- Художник по костюмам: Стефани Холли
- Художник по гриму: Кэтрин Скобл

## Саундтрек

Обложка музыкального альбома «Карты, деньги, два ствола», 1998 г.

1. Ocean Colour Scene — «Hundred Mile High City»
2. Junior Murvin — «Police and Thieves»
3. James Brown — «The Boss»
4. Skanga — «Truly, Madly, Deeply»
5. Dusty Springfield — «Spooky»
6. The Castaways — «Liar, Liar»
7. The Stooges — «I Wanna Be Your Dog»
8. Stretch — «Why Did You Do It»
9. Robbie Williams — «Man Machine»
10. David Hughes & John Murphy — «Zorba’s Dance»
11. James Brown — «The Payback»
12. E-Z Rollers — «Walk This Land»
13. The Stone Roses — «Fool’s Gold»
14. Pete Wingfield — «18 With a Bullet»
15. Evil Superstars — «Oh Girl»

## Факты
- Предысторией к фильму является короткометражка Гая Ричи «Трудное дело»[4].
- Фильм стал актёрским дебютом Винни Джонса и Джейсона Стейтема.
- Барри «Крестителя» играет Ленни Маклин, профессиональный спортсмен-боец. Маклин во время съёмок заболел, но, думая, что подхватил лишь простуду, продолжил съёмки. Впоследствии выяснилось, что у него рак лёгких, и 28 июля 1998 года, за месяц до премьеры фильма, МакЛин скончался. Продюсеры решили изменить афиши так, чтобы его фамилия называлась в числе исполнителей главных ролей, хотя на самом деле персонаж у Ленни второго плана.
- Каталог антикварного оружия, который появляется в конце фильма, называется «Botherby’s» — пародия на реально существующий в Англии «Sotheby’s».
- Сцены, в которой Ник «Грек» разбивает стекло кофейного столика, изначально не было в сценарии. Такой эпизод произошёл во время съёмок, и Ричи решил включить его в фильм.
- Во время сцены в офисе Лонсдейла, когда погибают Гэри, Дин, Барри «Креститель» и Гарри «Топор», звучит музыкальная тема из фильма Серджо Леоне «На несколько долларов больше».

## Награды и номинации

### Награды
- 1998 — Премия British Comedy Award за лучшую комедию Великобритании
- 1998 — Премия British Independent Film Award за наиболее окупившийся фильм
- 1998 — Премия на международном фестивале в Токио за лучшую режиссуру (Гай Ричи)
- 1999 — Приз зрительских симпатий BAFTA
- 1999 — Премия Empire Award за лучший фильм Великобритании
- 1999 — Премия Empire Award за лучший дебют (Винни Джонс)
- 1999 — Премия Evening Standard British Film Awards за новаторскую режиссуру (Гай Ричи)
- 1999 — Премия London Critics Circle Film Award за лучший фильм Великобритании
- 1999 — Премия London Critics Circle Film Award за лучший сценарий (Гай Ричи)
- 1999 — Премия MTV за лучший режиссёрский дебют (Гай Ричи)
- 2000 — Премия «Golden Slate» за самый смешной фильм
- 2000 — Премия «Эдгар» за лучший сценарий (Гай Ричи)

### Номинации
- 1998 — Номинация на премию British Independent Film Award за лучший фильм Великобритании
- 1998 — номинация на премию British Independent Film Award за лучший сценарий (Гай Ричи)
- 1998 — Номинация на премию British Independent Film Award за лучшую режиссуру (Гай Ричи)
- 1998 — Номинация на приз за лучший фильм на фестивале молодого кино в Турине
- 1999 — Номинация на премию Александра Корды BAFTA за лучший фильм Великобритании
- 1999 — Номинация на премию BAFTA за лучший фильм Великобритании
- 2000 — Номинация на премию «Сьерра» Las Vegas Film Critics Society Awards за лучший монтаж (Нивен Хауи)